# گشت نیمه‌شب
گشت نیمه‌شب (انگلیسی: The Midnight Patrol) فیلمی کمدی با نقش آفرینی لورل و هاردی است.

## داستان فیلم
لورل و هاردی در اداره پلیس مشغول به کار می‌شوند و اولین گشت شبانه خود را تجربه می‌کنند. نخست اشتباهات آن‌ها باعث فرار یک سارق می‌شود ولی آن‌ها به کار خود ادامه می‌دهند و به مردی برمی‌خورند که می‌خواهد وارد یک خانه اشرافی شود . . .